# Hyder (Alasca)
Hyder é uma Região censo-designada localizada no estado americano de Alasca, no Prince of Wales-Outer Ketchikan Census Area.

## Demografia
Segundo o censo americano de 2000, a sua população era de 97 habitantes.

## Geografia
De acordo com o United States Census Bureau, a localidade tem uma área de 38,4 km², sem área coberta por água.

## Localidades na vizinhança
O diagrama seguinte representa as localidades num raio de 136 km ao redor de Hyder.